# タンク (バンド)
タンク（Tank）は、イングランド出身のヘヴィメタル・バンド。
NWOBHMを代表する一角として1980年代に活動。「モーターヘッド」から支援を受けた弟分的存在であった。一度解散したが1997年に再結成し、2013年から2派に分裂していた。

## 来歴

### 結成期
1980年、元ダムドのアルジー・ワード(Vo/B)と、ピーター(G)、マーク(Ds)のブラブス兄弟により結成される。モーターヘッドのエディ・"ファスト"・クラークがプロデュースしたシングル「Don't Walk Away」でデビュー。モーターヘッドの弟分バンドとして人気を博した。
サード・アルバム『This Means War』(1983年)からは元ホワイト・スピリットのミック・タッカー(G)が加入して4人編成となり、より分厚いサウンドを披露。その後ブラブス兄弟が脱退するが、クリフ・エヴァンス(G)ら新メンバーを補充して『Honour And Blood』(1984年)『Tank』(1987年)を発表。しかしアルジーは、契約上の問題から活動を停止させた。

### 再始動から分裂
アルジーは、1997年にタンクを再結成させライブツアーを再開。1999年8月に初来日、2002年には15年ぶりのスタジオ・アルバム『Still At War』を発表した。
2008年12月22日にアルジーが離脱し、ドゥギー・ホワイト(Vo)、クリス・ダール(B)が新加入して5人編成となる。
2013年、ドゥギー・ホワイト(Vo)が脱退し、新たに元ドラゴンフォースのZPサート(Vo)が加入し、2015年にはアルバム『Valley of Tears』を発表した。

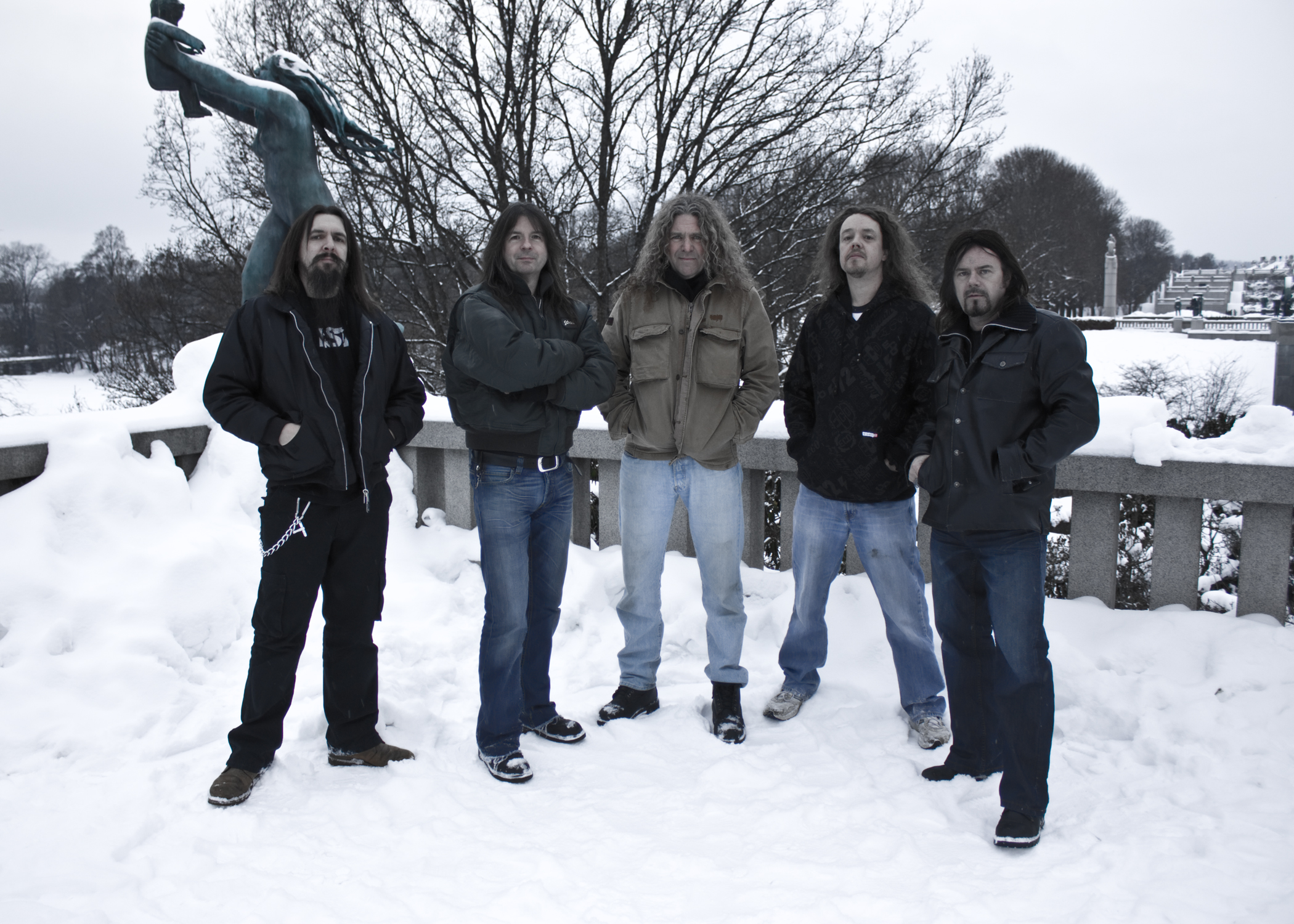
Tucker/Evans Tank 2010年のグループショット

その後もメンバーの変遷を経て活動を続けている。
一方、離脱したアルジーは、設立メンバーで権利を有する事を理由に、こちらもタンク名義で2013年にアルバムを発表。これにより、便宜上「Tucker/Evans Tank」「Algy Ward's Tank」と呼ばれる2派が存在する状況になっていた。2023年にアルジー・ワードの死去により、いびつな状態に終止符が打たれている。

## メンバー

### 現ラインナップ
Tucker/Evans Tank
- ミック・タッカー Mick Tucker － ギター (1983–1989, 1997－ ) 元ホワイトスピリット
- クリフ・エヴァンス Cliff Evans – ギター (1984–1989, 1997– ) 元チキンシャック
- デヴィッド・リードマン David Readman – ボーカル (2017) ピンク・クリーム69
- バレンド・クルボワ Barend Courbois – ベース (2014– )
- ボビー・ショットコウスキ Bobby Schottkowski – ドラムス (2014– ) 元ソドム

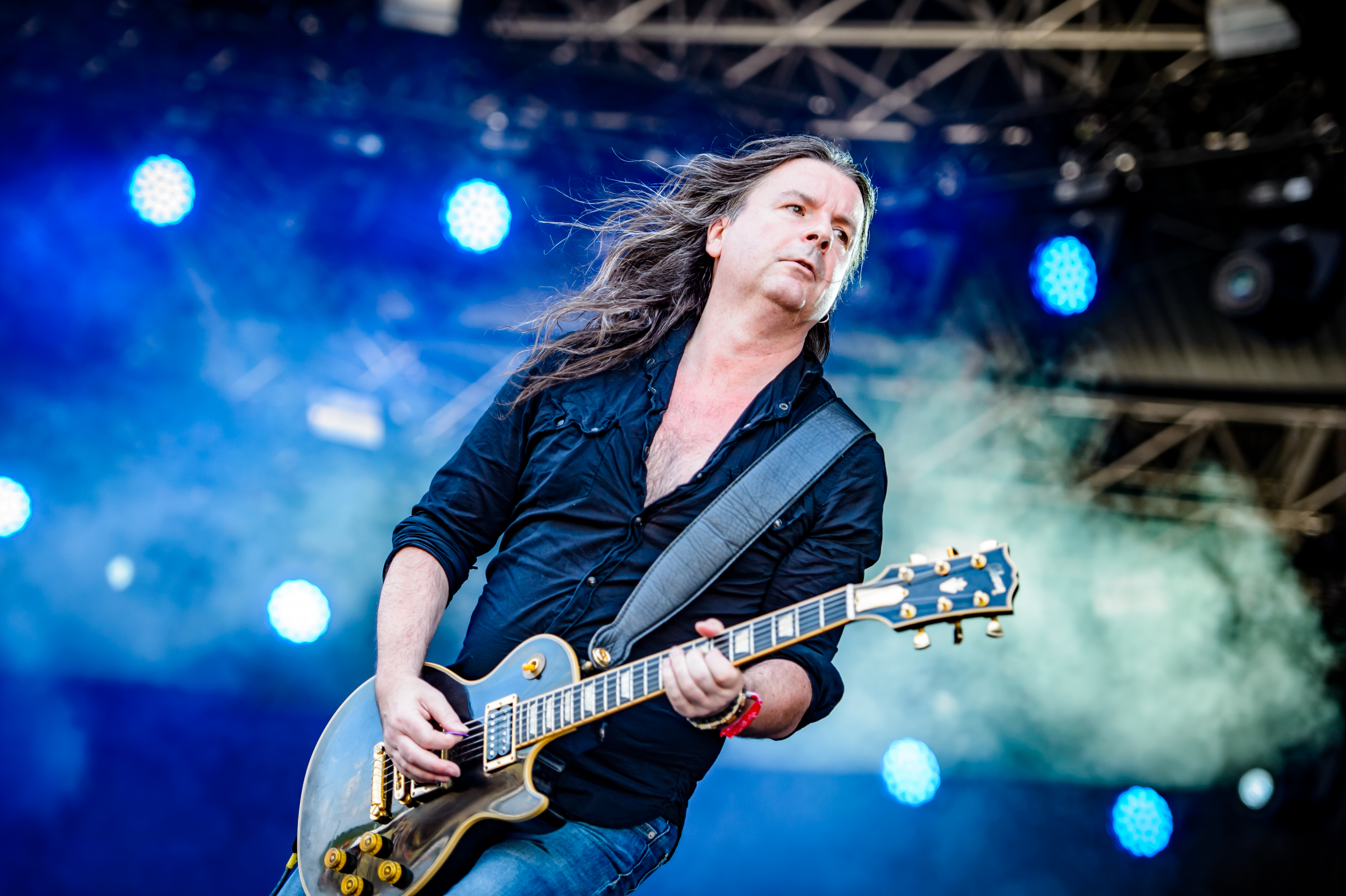
クリフ・エヴァンス(G) 2017年
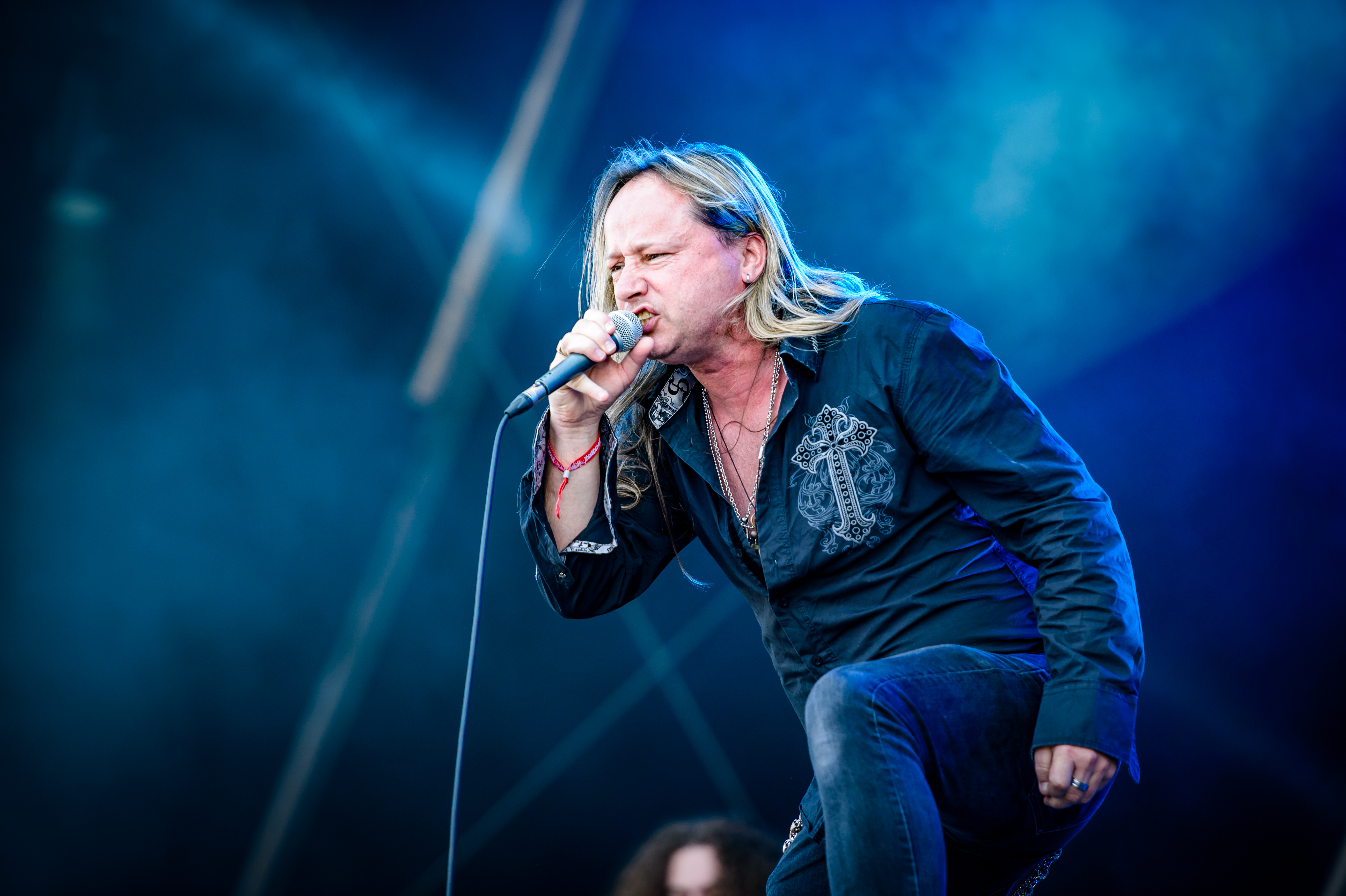
デヴィッド・リードマン(Vo) 2017年
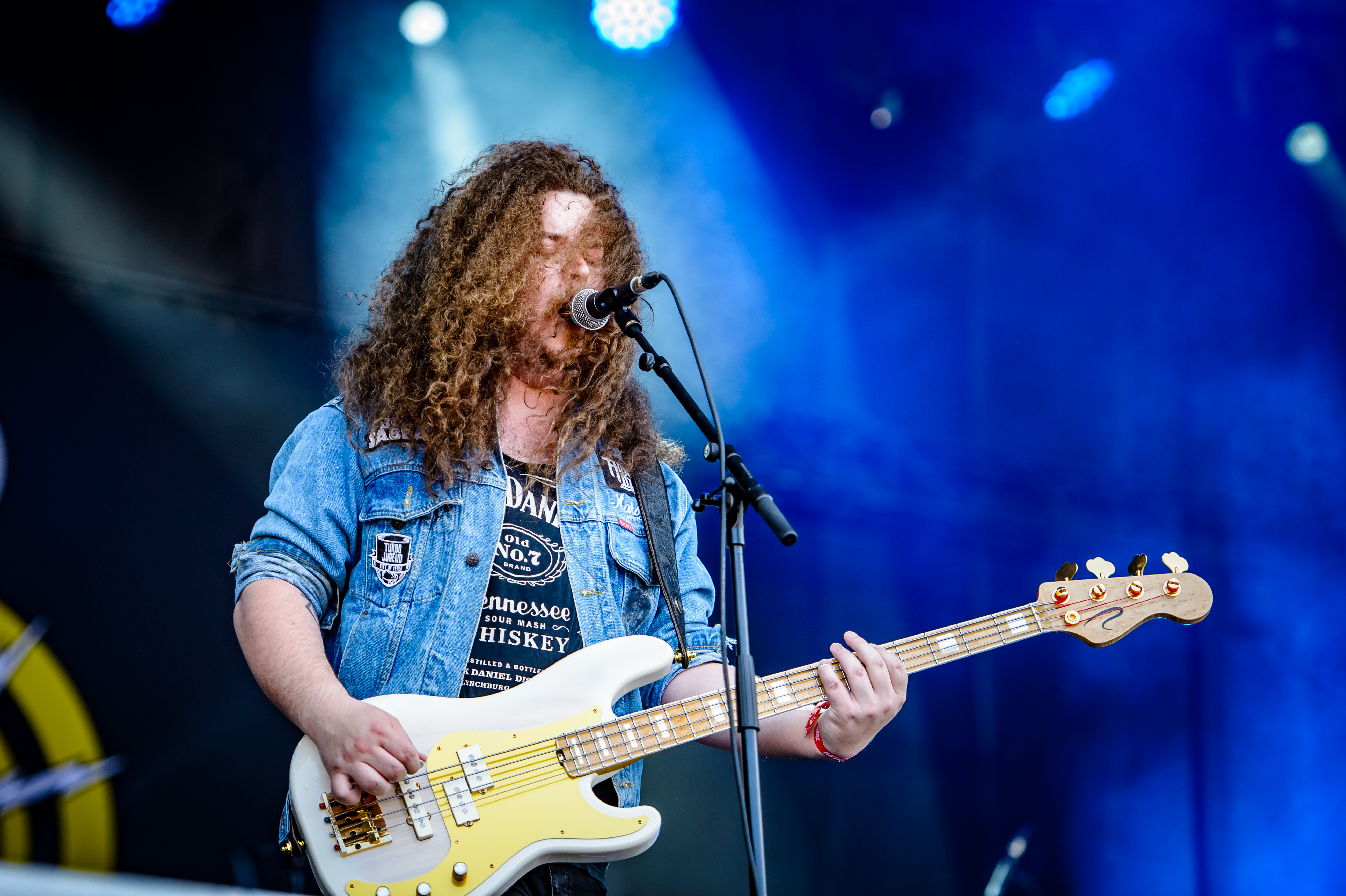
バレンド・クルボワ(B) 2017年

### 旧メンバー
- アルジー・ワード Algy Ward (1980-1989, 1997-2008, Algy Ward's Tank 2013-2023) - ボーカル/ベース　2023年没
- ピーター・ブラブス Peter Brabbs – ギター (1980–1983) 元ヒーローズ
- マーク・ブラブス Mark Brabbs – ドラムス (1980–1983) 元ヒーローズ
- グラハム・クラーラン Graeme Crallan – ドラムス (1984) RIP.2008 元ホワイトスピリット
- マイケル・ベッテル Michael Bettel – ドラムス (1985)
- ゲイリー・テイラー Gary Taylor – ドラムス (1985–1989)
- スティーブ・クラーク Steve Clarke – ドラムス (1989)
- スティーブ・ホップグッド Steve Hopgood – ドラムス (1997–2001, 2012–2014) 元ペルシャン リスク
- ブルース・ビスランド Bruce Bisland – ドラムス (2001–2007) 元スウィート

Tucker/Evans Tank
- デイヴ・キャビル Dave "Grav" Cavill – ドラムス (2008–2011) 元ヴードゥー シックス
- マーク・クロス Mark Cross – ドラムス (2011–2012)
- ドゥギー・ホワイト Doogie White – ボーカル (2008–2013) 元レインボー
- クリス・ダール Chris Dale – ベース (2008–2014) 元ブルース・ディッキンソン バンド
- ZPサート ZP Theart – ボーカル (2013–2017) 元ドラゴンフォース

## ディスコグラフィー
アルバム
- Filth Hounds Of Hades - 激烈リフ軍団（1982年）
- Power Of The Hunter - 反逆の戦士（1982年）
- This Means War - ディス・ミーンズ・ウォー（1983年）
- Honour And Blood - 血まみれの栄光（1984年）
- Tank - タンク（1987年）
- The Return Of The Filth Hounds Live（1998年・ライブアルバム）
- War of Attrition (live'81) (2001年・ライブアルバム)
- Still At War（2002年）

Tucker/Evans Tank名義
- War Machine (2010)
- War Nation (2012)
- Valley of Tears (2015)
- Re-Ignition (2019)

Algy Ward's Tank名義
- Breath of the Pit (2013)
- Sturmpanzer (2018)